# Тервирен
Тервирен (ориг. име: Tervueren) је један од варијетета белгијског овчара. Добио је име по истоименом месту у Белгији. Остали варијетети су гренендал, лакеноа и малиноа.

## Основно
- Мужјак
  - Висина од 61 до 66 цм
  - Тежина од 25 до 30 кг
- Женка
  - Висина од 56 до 61 цм
  - Тежина од 20 до 25 кг

## Kласификација
Његова класификација варира, јер се према неким стандардима пасмине класификује као пасмина, а у другима као једна од неколико прихватљивих варијација белгијског овчара.
Међународна кинолошка федерација, аустралијски национални кинолошки савез, канадски кинолошки савез, кинолошки савез Велике Британије и уједињени кинолошки савез признају белгијског овчара као једну расу са четири варијетета.
Амерички кинолошки савез и новозеландски кинолошки савез признају тервирена (као и остале варијетете белгијског овчара) као засебне расе.

## Карактеристике пса

### Нарав
Тервирени су високо енергични, интелигентни пси којима је потребан посао да би их задржали. Mогу бити сточари због своје послушности, окретности, праћењу или рад на заштити. Они су такође пронађени као пси за потрагу и спашавање, проналазећи нестале људе и жртве лавина. Тервирени који нису довољно заузети могу постати хиперактивни или деструктивни.
Овај пас формира веома снажну везу са власницима. Осим што је веома интелигентан и послушан, има одличан инстинкт за заштиту и осећај за простор. Потребна му је добра социјализација да не би постао преосетљив и стидљив. Нежни су са децом, ако се на време навикну на њих.

### Општи изглед
Белгијски овчар је пас средње величине, пропорционалне грађе. Очи су средње велике, бадемасте, браонкасте боје, по могућству тамне. Уши су високо усађене, једнакостранично троугласте и напето усправне одговарајуће њиховој величини. Реп је добро усађен, у основи дебео и средње дуг. У мировању висеће ношен и у висини скочних зглобова, на свом крају прави благ завијутак уназад. Приликом кретања ношен подигнуто, а завијутак на врху се исправи.
Боја длаке код тервирена је лавља боја са карбонизираним крајевима је природна боја и преферира се у односу на друге. Лавља боја треба да је топла, нити да је светла, нити испрана.

## Нега и здравље
Тервирен има густ, двоструки капут. Редовно четкање неопходно је за уклањање подлака, али крзно није склоно матирању, повремено могу добити длачице. Правилно текстурирани тервиренов капут је благо тврд, положен равно уз тело (за разлику од, на пример, самоједовог стајаћег крзна). Природно испушта прљавштину и нечистоће, али бразде и семе могу се залепити за перје на ногама.
Тервирен може имати осетљивост на дисплазију кукова, епилепсију, желудачне проблеме (укључујући надутост трбуха и торзије) и проблеме с очима и кожом.